# دوک‌نشین پلوودیو
دوک‌نشین پلوودیو (انگلیسی: Duchy of Philippopolis)، یکی از دوک‌نشین‌های کم‌عمر امپراتوری لاتین که پس از جنگ صلیبی چهارم در منطقه پلوودیو تشکیل شد. از قلمروهای وابسته به امپراتور در شمال تراکیه تا زمان حمله بلغارها به این قلمرو بود.